# James (rijeka)
James ili Jim zvan i Dakota je rijeka u sredini Sjedinjenih Američkih Država, velika pritoka rijeke Missouri duga 1 140 km.

## Zemljopisne karakteristike
James izvire u okrugu Wells county u sredini Sjeverne Dakote,kod naselja Fessenden.

Od izvora teče prema jugoistoku preko Južnu Dakotu, sve do svog ušća u rijeku Missouri 8 kilometra ispod grada Yankton.

Na rijeci je izgrađeno puno brana s akumulacijskim jezerima, radi navodnjavanja, regulacije vodotoka i rekreacije, najveće je podignuto kod grada Jamestown u Sjevernoj Dakoti. 

James sa svojim pritokama ima sliv velik oko 56 980 km², koji se proteže preko Sjeverne i Južne Dakote.

## Povezane stranice
- Rijeka Missouri
- Rijeka Mississippi
- Popis najdužih rijeka na svijetu

## Vanjske poveznice
- James River na portalu Encyclopædia Britannica (engl.)